# Viktrizius Weiß

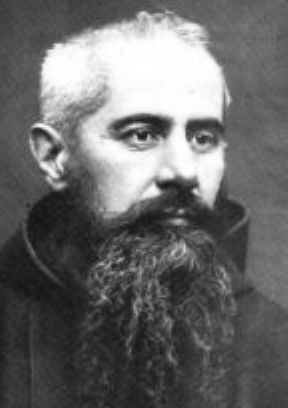
P. Viktrizius Weiß OFMCap

Viktrizius Weiß (* 18. Dezember 1842 in Eggenfelden als Anton Nikolaus Weiß; † 8. Oktober 1924 in Vilsbiburg) war ein deutscher Kapuziner, dessen Seligsprechungsverfahren begonnen hat.

## Leben
Am Tag nach seiner Geburt wurde er in seiner Pfarrkirche getauft. Er war Abkömmling einer Färberfamilie und sein Vater war Arzt. 1853 trat er in die Lateinschule in Landshut ein und schloss sie am 26. Juli 1861 ab. 1855 übersiedelte sein Vater nach Landshut. Im November darauf begann er sein Studium an der Universität München in Philosophie, Geschichte und den naturwissenschaftlichen Fächern. Im Herbst 1862 trat er in das Freisinger Priesterseminar ein. Am 8. März 1866 wurde er zum Diakon und am 29. Juni 1866 zum Priester geweiht. Seine Primiz feierte er am 29. Juli in St. Jodok zu Landshut. Bereits am 13. Juli war er zum Koadjutor der Pfarrei St. Ursula (heute: St. Sylvester) in Schwabing bei München ernannt. Am 22. Februar 1869 wurde er Stipendiat, Dozent in der Predigerausbildung und Präfekt für die Studenten am Priesterseminar in Freising. Am 20. Juli 1871 promovierte er zum Doktor der Theologie an der Münchner Universität.
Am 20. August 1875 wurde er in Burghausen mit dem Namen Viktrizius eingekleidet. Genau ein Jahr darauf legte er dort auch die Profess ab. Vier Tage darauf wurde er nach Eichstätt versetzt. Im August 1878 kam er als Novizenmeister nach Burghausen zurück. 1879 legte er die ewige Profess ab. 1880 übernahm er die gleiche Aufgabe in Laufen. Im August 1882 wurde er Vikar und Magister der Kleriker in Eichstätt. Im August 1883 wurde er als Guardian und Gehilfe des Novizenmeisters nach Laufen geschickt. Am 29. Juli 1884 wurde er in Altötting zum Provinzial gewählt und am 9. August 1887 erfolgte die Wiederwahl. 1886 übernahm der den Konvent Maria Hilf bei Vilsbiburg. 1889 gründete er mit Pater Cyprian Fröhlich das Seraphische Liebeswerk. 1890 verhandelte er über die Übernahme des Klosters Mariahilf ob Passau und blieb nach dem Ende seiner Amtszeit als Instruktor der Laienbrüder in Altötting. Im August 1891 ging er als Guardian und Magister der Terziar-Kleriker nach Burghausen. 1892 erfolgte die Gründung des Seraphischen Seminars in Burghausen. Am 23. August 1893 wurde er in Altötting wieder zum Provinzial gewählt. Im 21. April 1894 starb der später heiliggesprochene Bruder Konrad und er stand der Beerdigung vor. 1895 begannen die bayerischen Kapuziner mit der Missionsarbeit in Chile. Am 5. August 1896 erfolgte die Bestätigung als Provinzial. 1897 übernahmen sie das Kloster St. Joseph in München-Schwabing. Nach seiner Amtszeit ging er 1899 als Instruktor der Laienbrüder nach Neuötting, im August 1900 als Guardian und Magister der Kleriker nach Eichstätt. Im August 1902 wurde er vom Provinzkapitel zum Definitor gewählt. Er blieb in Eichstätt. Im August 1903 wurde er Vikar in Karlstadt am Main. Am 8. August wurde er zum fünften Mal in Altötting zum Provinzial gewählt. 1907 wurde das Kloster St. Ingbert übernommen und 1908 die Pfarrei St. Joseph in München-Schwabing. Am 4. August 1908 endete seine Amtszeit und er wurde nach Vilsbiburg versetzt. Am 8. Oktober 1924 starb er und wurde am 11. Oktober von Bischof Anton von Henle beigesetzt.

## Nach seinem Tod

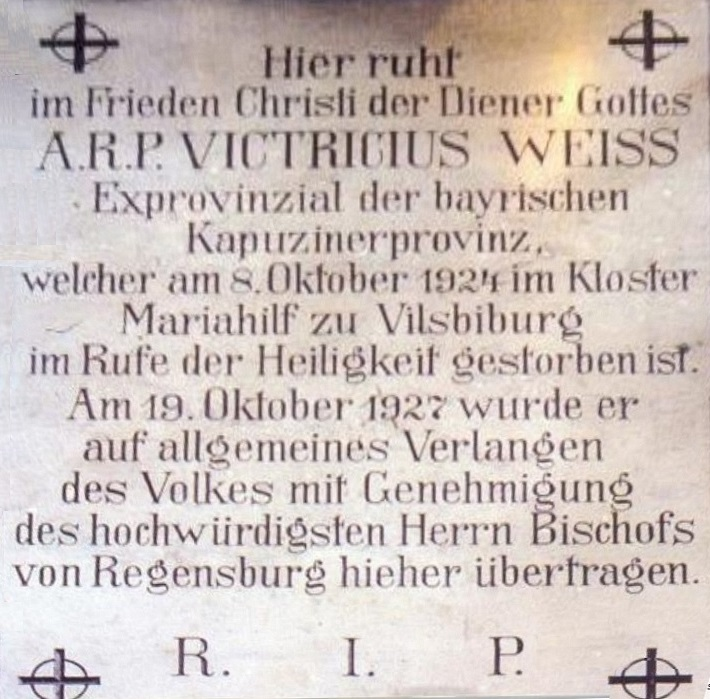
Grabplatte in der Wallfahrtskirche Vilsbiburg

Am 19. Oktober 1927 wurde sein Leichnam in die Wallfahrtskirche Mariahilf zu Vilsbiburg übertragen und vor dem rechten Seitenaltar beigesetzt. Am 25. April 1935 wurde der bischöfliche Seligsprechungsprozess in Regensburg eröffnet. 1953 begann der Apostolische Prozess für die Seligsprechung in Regensburg. Am 10. Mai 1979 wurde ihm in einem Dekret der heroische Tugendgrad zuerkannt. In seinem Geburtsort Eggenfelden ist die Pater-Viktrizius-Weiß-Straße nach ihm benannt.